# Pointe de Charbonnel
De Pointe de Charbonnel is een 3752 meter hoge berg op de grens in het Franse departement Savoie. De berg vormt het hoogste punt van de Centrale groep van de Grajische Alpen, een bergmassief dat zich in Frankrijk en Italië (Piëmont) bevindt, en maakt deel uit van de Maurienne-streek. De top bevindt zich zo'n zes kilometer ten zuidoosten van Bessans (aan de Arc in de Haut-Maurienne). Op de noordzijde van de berg bevindt zich de Glacier de Charbonnel. Ten noorden bevindt zich de vallei van Avérole, een klein dorpje. Ten zuidwesten bevindt zich de Ribbon-vallei.